# سينابسين I

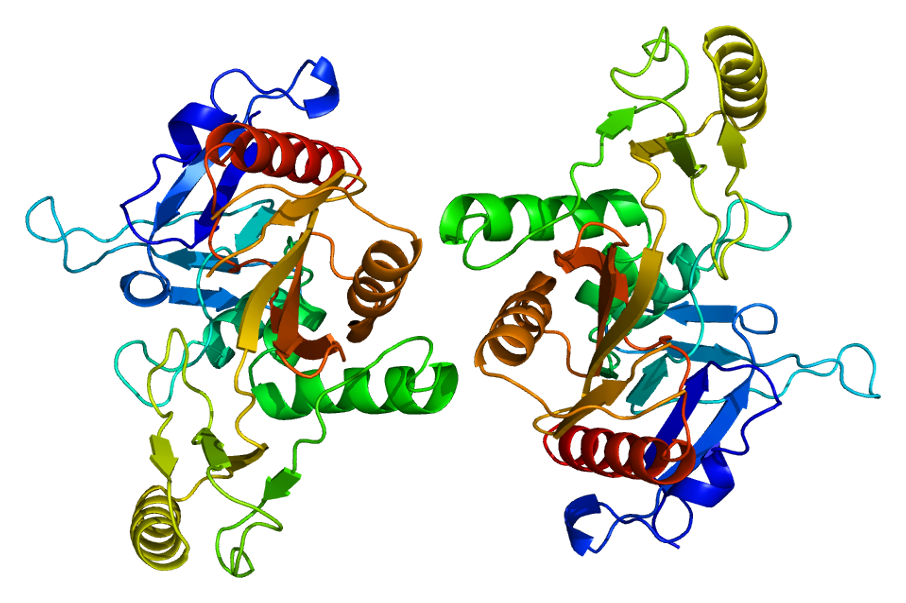

السينابسين I هو اسم يشمل السينابسين Ia والسينابسين Ib التي تندرج ضمن البروتينات الفوسفاتية المتطابقة ويُرمز لها في الإنسان بجين SYN1  ويشار أيضًا إلى السينابسين I بالسنابسين الفوسفاتي I بسبب تركيبته المفسفرة. ويعد السينابسين I أول البروتينات في عائلة السينابسينات في البروتينات الفوسفاتية المتواجدة في الحويصلات المتشابكة الموجودة في الأنظمة العصبية المركزية والمحيطية. ويتشابه كل من السينابسين Ia و Ib في الطول والتركيب، على الرغم من أن السينابسين Ib يتوقف قرب نهاية القطعة النهائية للطرف الكربوني في تسلسل الحمص الأميني الموجود في السنابسين Ia.

## البروتين
ينتمي بروتين السينابسين I لعائلة السينابسين التي تعتبر إحدى البروتينات الفوسفاتية العصبية التي ترتبط بالسطح الهَيولِيّ للحويصلات المتشابكة. وتتسم أعضاء العائلة بأحياز بروتينية مشتركة. كما تشترك في المشابك العصبية وتحوير انطلاق الناقل العصبي حيث تقوم بعرض الدور المحتمل لها في الأمراض العصبية والنفسية المتعددة.
ويلعب البروتين الفوسفاتي دورًا في تنظيم تكوين محور الألياف العصبية والتشابك العصبي. ويقوم البروتين بدور الركيزة للعديد من كِينازات البرُوتين المختلفة، كما تقوم عملية الفسفرة بتنظيم البروتين في الطرف العصبي.
ويتواجد السينابسين I في شكلين إسويين للبروتين وهما سينابسين Ia وسينابسين Ib، حيث تكون تركيبة بروتين السينابسين Ib أقصر بقليل. ويكون كلا نوعي بروتينات السينابسين I عالية القاعدية مع نقطة التساوي الكهربي في نطاق 10.3 و 10.2 على التوالي. كما يكون الشكلين الأسويين مفسفرين في بعض المواقع المحددة داخل تسلسل البروتين في مخلفات السيرين الثلاثة.
وتشكل بروتينات السينابسين I الفوسفاتية 6% من البروتينات الكلية في الحويصلات المتشابكة. وقد كشفت دراسة عن وجود تشابه بنسبة 95% في الأبقار والفئران والإنسان مع حيز الكربون المركزي التطوري المحفوظ. ويرتبط هذا البروتين الفوسفاتي بشكل طفيف مع الغشاء الحويصلي، ويُحل هذا الترابط بسهولة عن طريق المعالجة الملحية، على عكس المنظف اللازم للتخلص من الغشاء.

## الشكل
تتشكل بروتينات السينابسين I من جزء كروي في الطرف النيتروجيني وحيز الطرف الكربوني المطول، مما يجعلها بشكل عام بروتينات بالغة الطول. وتمتلك السينابسين Ib نفس أحياز البروتينات التي يمتلكها السينابسين 1a، على الرغم من أن السينابسين Ib يفتقر للجزء الأخير من الطرف الكربوني، مما يجعله أقصر بقليل في الميدان المطول. ويوجد عدد 706 حمض أميني يدخل في تكوين السينابسين Ia وتبدأ من الطرف النيتروجيني، بينما يتكون السينابسين Ib من أول 670 حمض أميني.
وتشبه الطبيعة التركيبية والبنائية لهذا البروتين إلى حد ما الكولاجين نظرًا لكثافة برولين وغلِيسين الأحماض الأمينية. وقد ساعد هذا في تحديد تركيب هذه البروتينات باستخدام كولاَجيناز، وقد تم التأكد من ذلك فيما بعد عن طريق تسلسل الحمض الأميني والتقنيات الحديثة. ويعمل انقسام السينابسين عن طريق استخدام كولاَجيناز على تفتت الطرف الكربوني المطول بينما يترك حيز الطرف النيتروجيني سليمًا دون أن يمس.
وقد تبين من تسلسل الحمض الأميني أن السينابسين I يمتلك أطرافًا نيتروجنية مشتركة في كلا الشكلين الأسويين، كما يتشارك مع السينابسين II في نفس الطرف النيتروجيني. وتختلف الأطراف الكربونية في الأشكال الأسوية في السينابسين I عن الأطراف الكربونية في الأشكال الأسوية في السينابسين II. وقد تم إجراء مزيد من البحوث عن التفاعلات فيما بين السينابسين I والسينابسين II والسينابسين III لإنشاء مَثْنَوِيّ مُغَاير للبروتينات في خلايا COS.